# Wrak Race

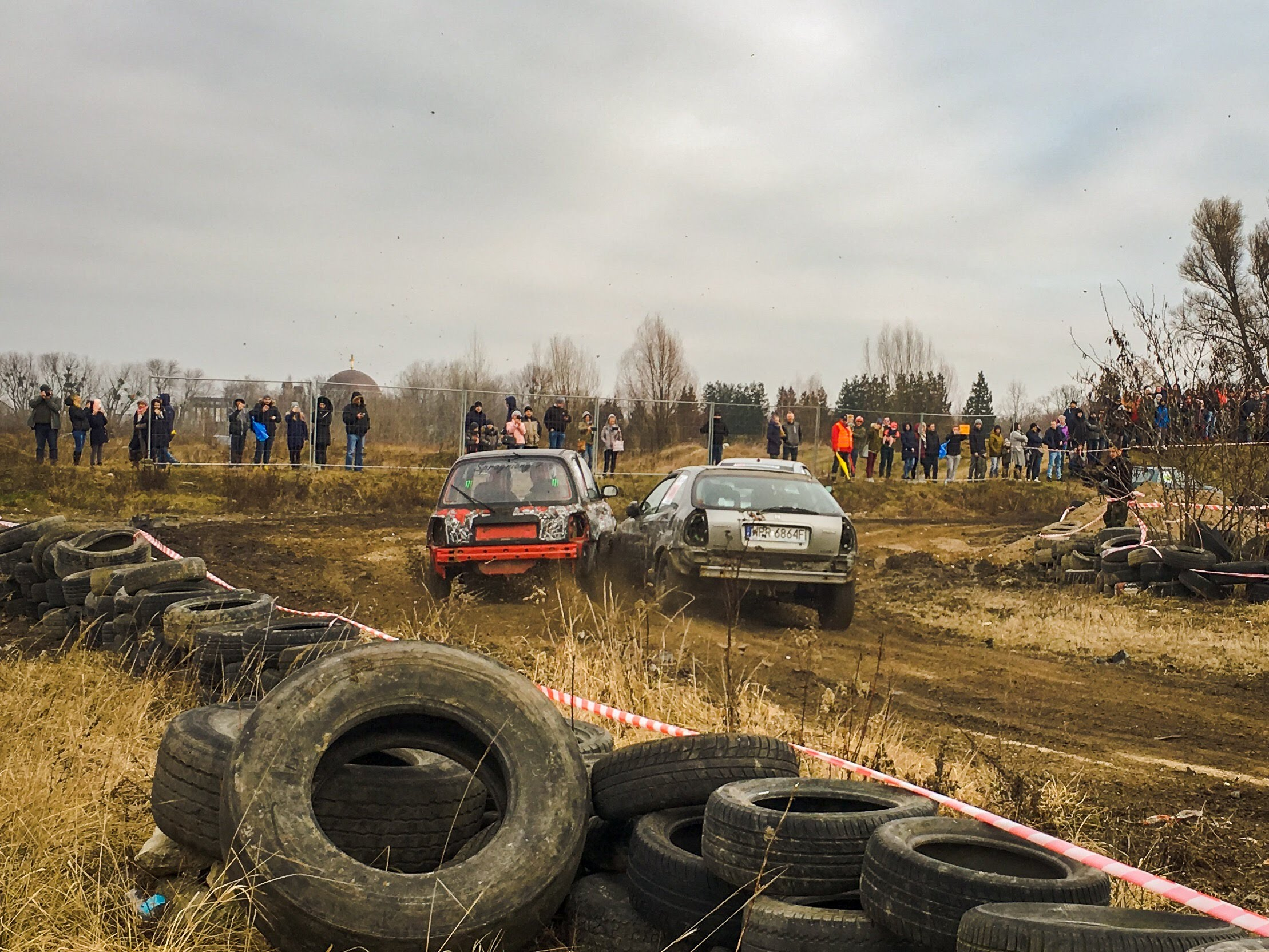
Wrak Race

Wrak Race – rodzaj niskobudżetowych (do 1000 zł) wyścigów samochodowych rozgrywanych na zamkniętym torze, przeważnie o nawierzchni szutrowej. Podczas wyścigu dozwolony jest kontakt z innymi zawodnikami. W biegu startuje jednocześnie kilku zawodników, dozwolone są starty samodzielne (tylko kierowca) jak i w parach (kierowca i pilot).

## Historia

### Geneza
Powstanie przypisuje się grupce ludzi (o zapleczu offroadowym) którzy symultanicznie na terenie kraju, organizowali amatorskie spotkania mające na celu wyścigi tanich samochodów, co za tym idzie stworzenie alternatywy dla innych (droższych) form motorsportu.

### Rozwój
Z czasem przez rosnące zainteresowanie, spotkania przerodziły się w coraz bardziej zorganizowane zawody, co pociągnęło za sobą podział na różne klasy by dać nowym zawodnikom nie posiadającym zaplecza mechaniczno-serwisowego szansę w startach.

## Format zawodów

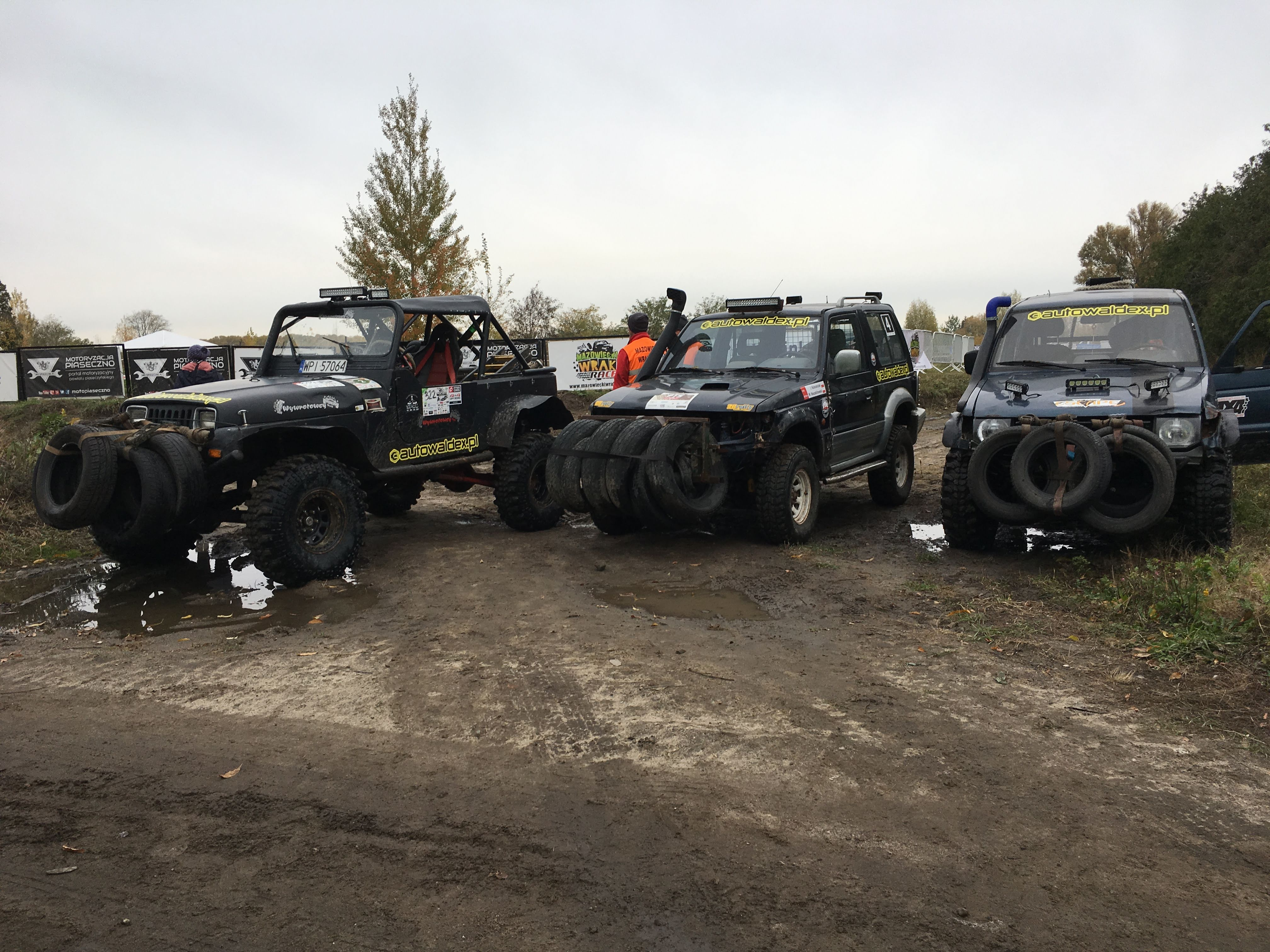
Potoczne spychacze, mające na celu usunięcie uszkodzonych wraków z toru

## Format zawodów[1][2][3][4][5]

### Zawody Główne
Zawody Wrak Race jako, że nie są zrzeszone pod jednym podmiotem (np. PZMot) posługują się różnymi formatami (w zależności od danego organizatora), ale przewodnią formą zawodów jest:
- Zawody przebiegają po wyznaczonym torze ograniczonym przez opony i/lub nasypy ziemne,
- Kontakt między zawodnikami jest dozwolony, a wręcz często wykorzystywany podczas manewrów wyprzedania,
- Uczestnicy zostają podzieleni na grupy w zależności od klasy i/lub pojemności toru,
- W zależności od ilości uczestników zawodnicy startują w cyklu eliminacji w formie pucharowej (kwalifikacje, półfinały, finały),
- Celem jest zrobienie jak największej liczby okrążeń w wyznaczonym czasie (15-30 min),
- Gdy z jakiegoś powodu samochód odmówił posłuszeństwa kategorycznie zabrania się wysiadania z niego do czasu gdy tak zwany spychacz (najczęściej auto 4x4 organizatora) nie usunie go w bezpieczne miejsce. Wyjątkiem od reguły jest gdy pojazd się zapalił albo są przesłanki ku temu, że pozostanie w pojeździe może zagrażać życiu uczestnika.Wnętrze auta uczestniczącego w zawodach Wrak Race

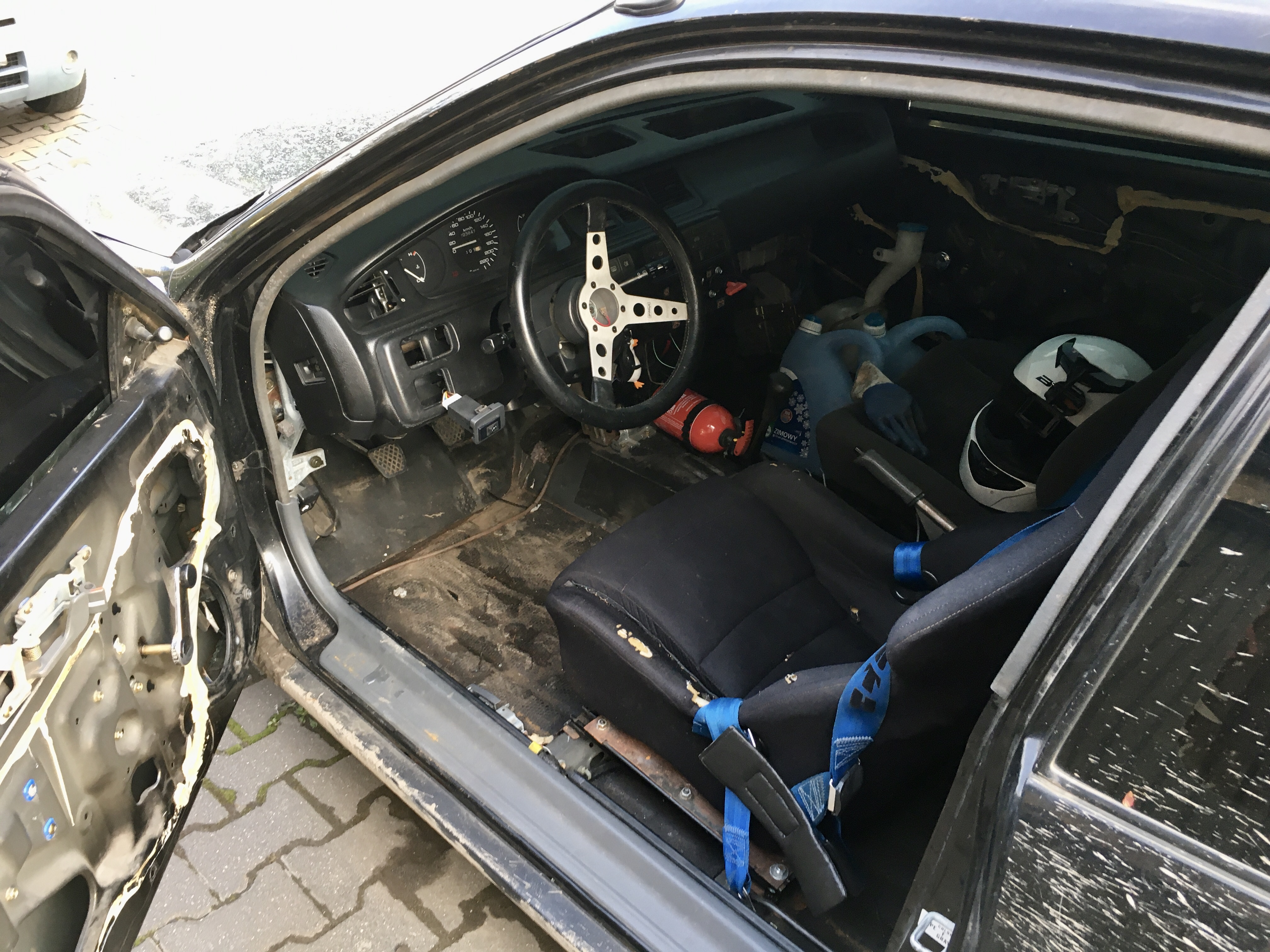
Wnętrze auta uczestniczącego w zawodach Wrak Race

### Handicap
Dodatkowo, często dla uczestników którzy z jakiś powodów odpadli z rywalizacji lub po danych finałach mają sprawne samochody na koniec danych zawodów organizowany jest wyścig Handicap gdzie już bez podziału na klasy można "dokończyć" samochód lub po prostu ostatni raz współzawodniczyć.

## Pojazdy

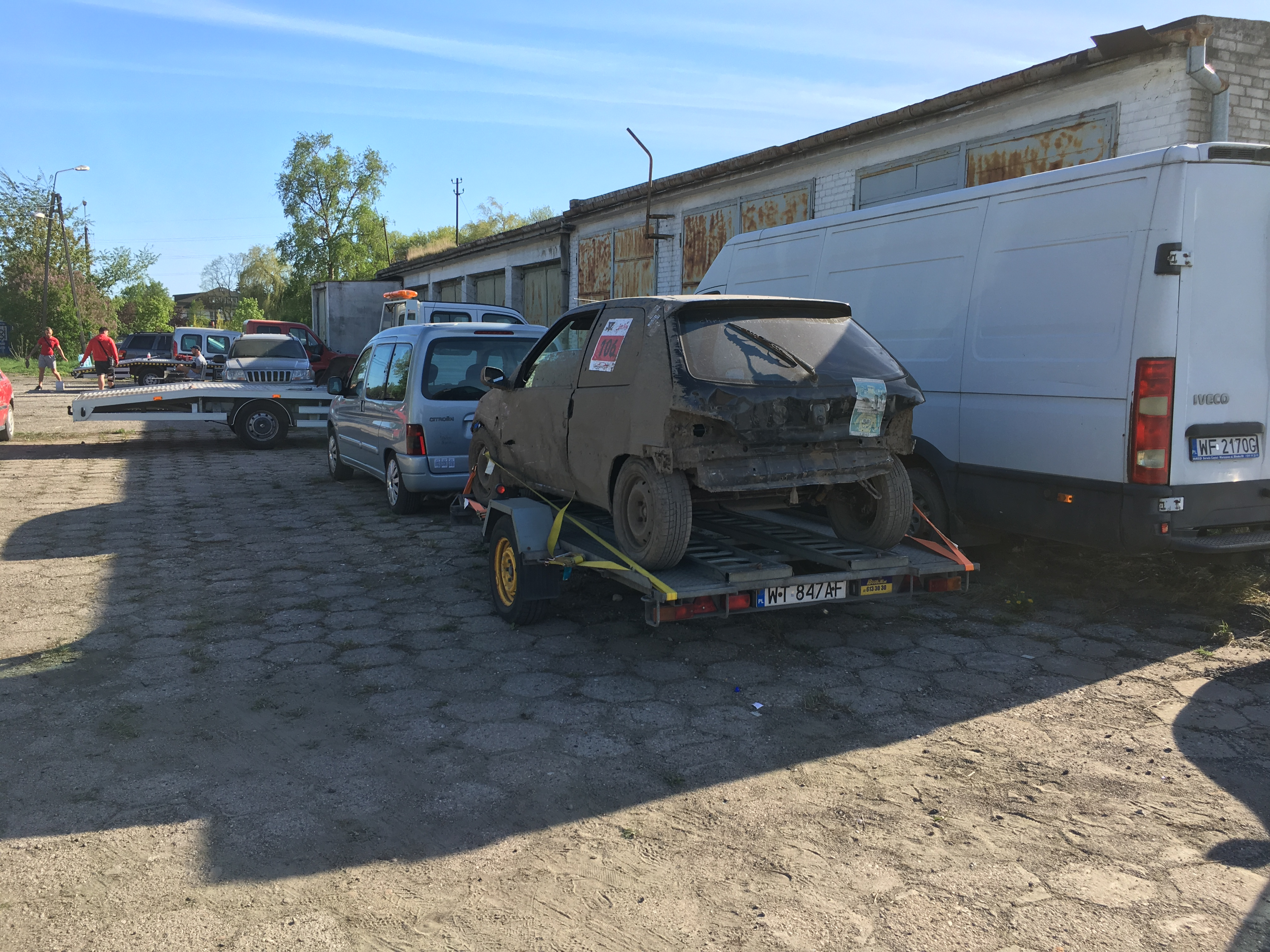
Uczestnik wracający z imprezy Wrak Race

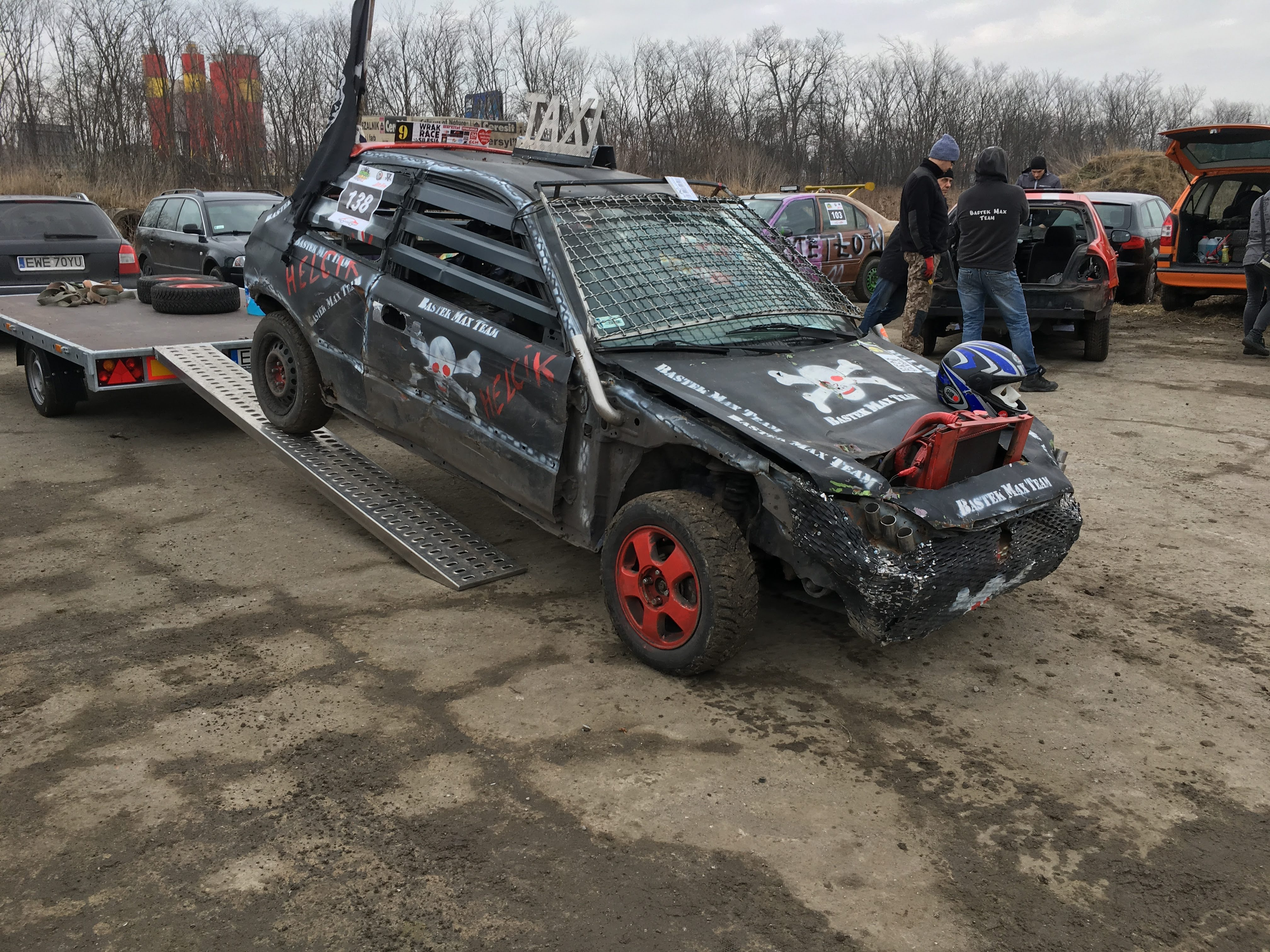
Auto startujące w klasie Mad Max podczas Wrak Race

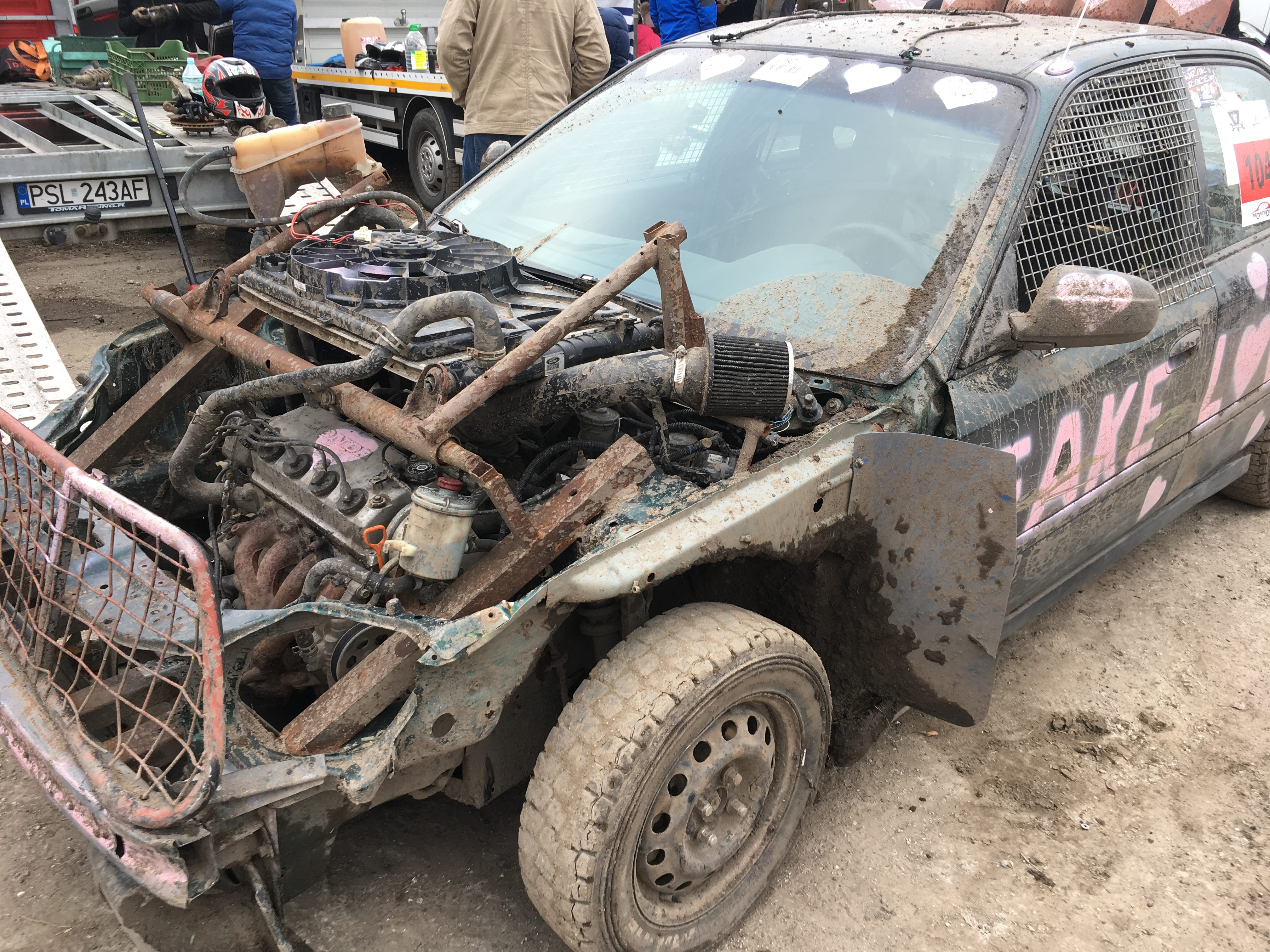
Auto startujące w klasie Mad Max podczas Wrak Race

## Pojazdy[5][6][7][8]

### Założenia Ogólne
- Wartość auta nie może przekraczać 1000 zł, do wartości nie są wliczane elementy poprawiające bezpieczeństwo takie jak klatka, fotel kubełkowy czy kierownica sportowa,
- Pojazd nie musi posiadać aktualnego przeglądu technicznego i OC, ale nie może być także nadmiernie skorodowany (w stopniu zagrażającym uczestnikowi jak i innym uczestnikom),
- Auta uczestniczące w wyścigach wraków nie muszą być specjalnie przygotowane do startu, często zaleca się (coraz częściej wymaga) zdemontować kołpaki, światła oraz zderzaki by nie zaśmiecać toru,
- W przypadku gdy auto jest wyposażone w instalacje LPG, butla powinna być opróżniona (wykręcony wielozawór) lub zdemontowana,
- Auto nie może posiadać napędu na 4 koła (4×4), musi mieć napęd tylko na jedną oś, nie może być typu "cabrio" lub z niepełnym dachem.
- Demontaż wnętrza jest dozwolony (z powodów łatwopalności materiałów), jednak czasem wymagane jest pozostawienie boczków drzwiowych (z powodów bezpieczeństwa).

### Podział na klasy
Jako że formuła zawodów stała się dosyć popularna, oraz by umożliwić rywalizację na zbliżonym poziomie (początkowo współzawodniczyły ze sobą w różnym stopniu zmodyfikowane auta), zaczęto wprowadzać podział na klasy w zależności od zaawansowania modyfikacji.

#### MadMax/Proto
Najwyższa klasa, a co za tym idzie najmniej restrykcyjna oraz najbardziej widowiskowa. Jak nazwa wskazuje pojazdy startujące w tej klasie często mało przypominają seryjne samochody, a bardziej pojazdy żywo wyjęte z postapokaliptycznej serii Mad Max. Tą klasę najczęściej cechują:
- Opony stosowane w tej serii to często rolnicza jodełka, rajdowe szutrówki lub nacinane zimówki z dętkami w środku.
- Wzmocnieniom poddawane są pasy przednie i tylne (by wytrzymać kontakt z innymi zawodnikami), punkty mocowania zawieszenia (by wytrzymać nierówny teren oraz hopki).
- Chłodnica wody przenoszona z fabrycznych mocowań w mniej podatne na uszkodzenie miejsca.

#### Rally
Klasa pośrednia, stworzona przez niektórych organizatorów w odpowiedzi na rosnące koszty (z imprezy na imprezę) przygotowania pojazdów. Modyfikacje pojazdów są dozwolone (nieobowiązkowe), ale ich zakres jest mniejszy m.in.:
- Opony szutrowe lub zimowe nacinane
- Płyta pod silnikiem,
- Chłodnica w niefabrycznym miejscu.

#### Seria/Cywil
Najniższa klasa, z założenia można w niej wystartować "z ulicy" (auto może przyjechać na kołach na imprezę). Zakazane są jakiekolwiek modyfikacje występujące w wyższych klasach, wyjątkiem są imprezy gdzie nie występuje klasa Rally, wtedy organizatorzy podchodzą to modyfikacji indywidualnie.

### Popularne modele
Auto na Wrak Race to z założenia jakikolwiek samochód (najczęściej już "pełnoletni") o wartości (zakupu) do 1000 zł, jednak do popularnych wyborów można zaliczyć auta japońskie (Nissan Micra, Honda Civic), niemieckie (VW Golf/Polo, Opel Astra) oraz polskie (FSO Polonez, Daewoo/FSO Matiz) oraz koreańskie (Hyundai Coupe).

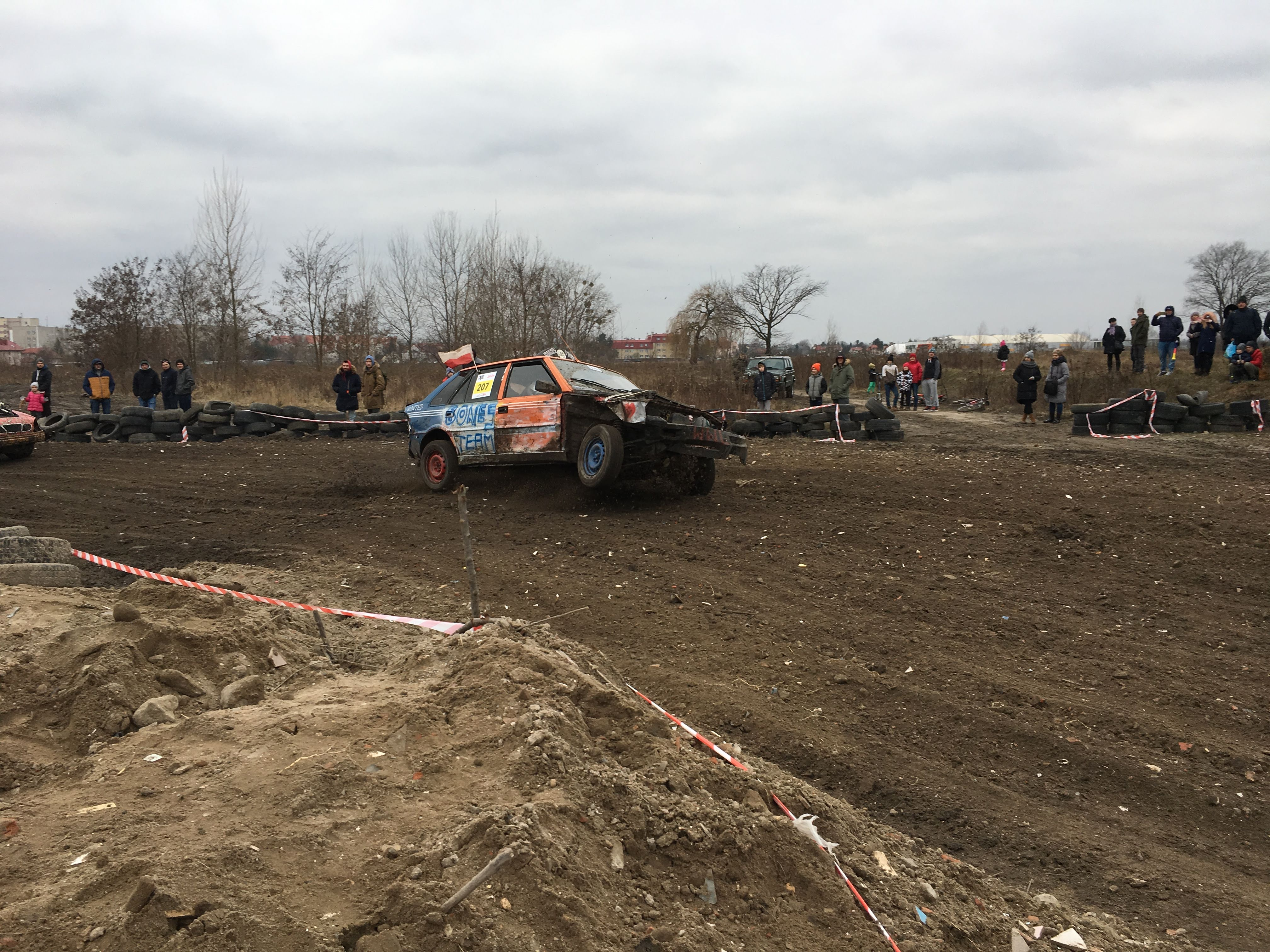
FSO Polonez Atu podczas wyścigu Wrak Race